# Грушка (Каменец-Подольский район)
Грушка (укр. Грушка) — село в Каменец-Подольском районе Хмельницкой области Украины.
Население по переписи 2001 года составляло 597 человек. Население по данным 2025 года составляет 432 человека. Почтовый индекс — 32380. Телефонный код — 3849. Занимает площадь 2,504 км².

## Местный совет
32380, Хмельницкая обл., Каменец-Подольский р-н, с. Грушка